# Список персонажей «Рамаяны»

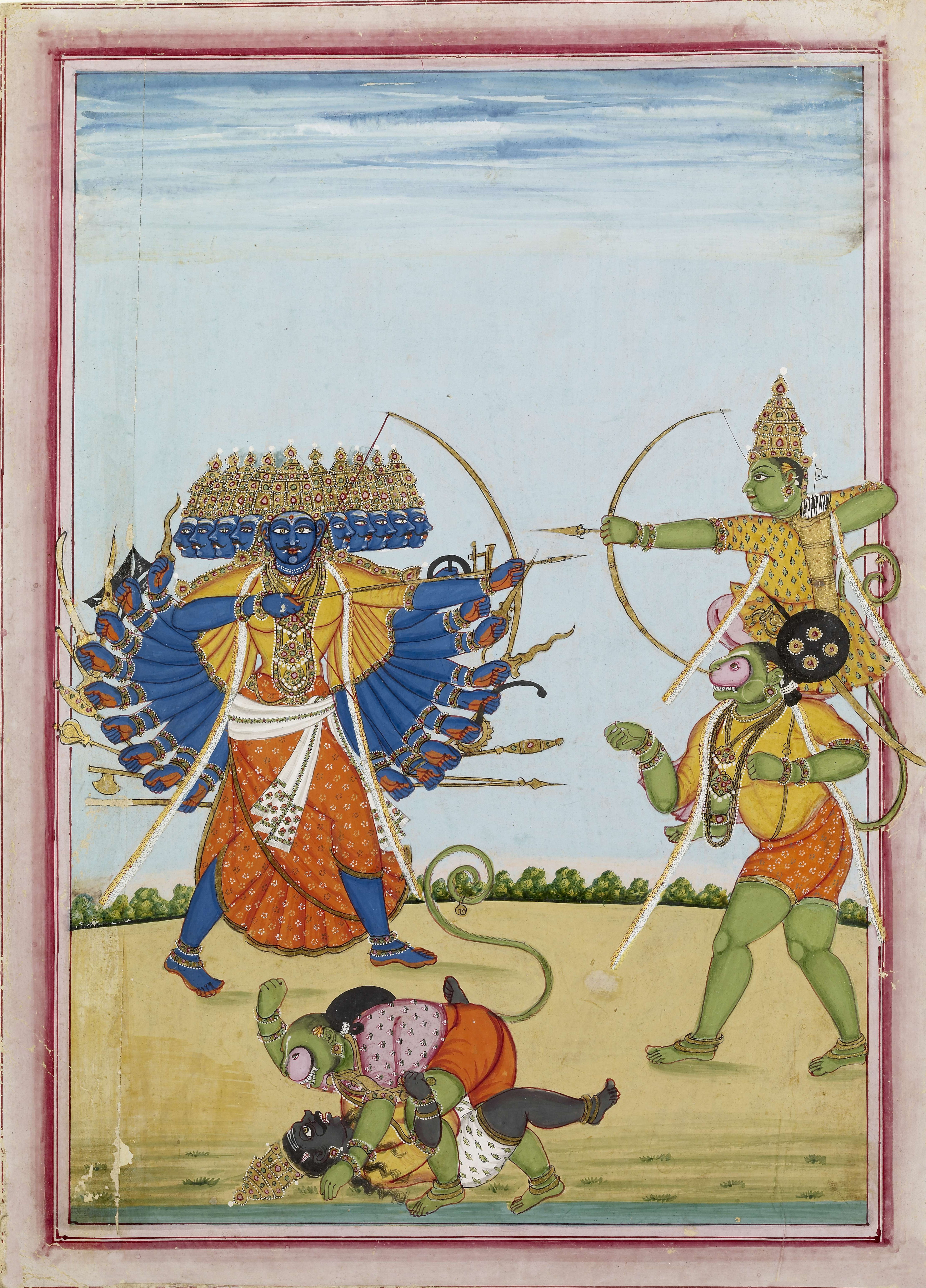
Сражение с предводителем демонов Раваной, Рама (справа) сидит на плечах Ханумана

В древнеиндийском эпосе «Рамаяна» излагается история седьмой аватары Вишну Рамы, чью жену Ситу похищает Равана — царь-ра́кшаса Ланки. В поэме освещаются темы человеческого существования и понятие дхармы, она содержит ряд вставных новелл.

## Список персонажей
- Варуна.
- Брахма.
- Дашаратха, царь Кошалы.
- Каушалья, старшая жена Дашаратхи, мать Рамы.
- Кайкейи, любимая жена Дашаратхи, мать Бхараты. Добивается от мужа, чтобы тот передал права на престол Кошалы её сыну.
- Рама, старший и любимый сын Дашаратхи и Каушальи. Изображён как воплощение достоинства. Дашаратха был вынужден по требованию своей любимой жены Кайкейи лишить Раму прав на трон и отправить его в изгнание на 14 лет.
- Сита, любимая жена Рамы, дочь царя Джанаки, «рождённая не человеком», выйдя из борозды. Это воплощение богини Лакшми, супруги Вишну. Сита изображена как идеал женской чистоты. Она следует за мужем в изгнание, там её похищает царь ракшасов Равана, правитель Ланки. Рама с союзниками спасает её из плена, убив Равану. Позже она рождает Раме наследников — Кушу и Лаву.
- Хануман, могущественный ванара и одиннадцатое воплощение бога Шивы (или Рудры), идеал преданного выполнения долга чести. Сын бога ветра. Играет важную роль в возвращении Ситы.
- Ла́кшмана, младший брат Рамы, ушедший с ним в изгнание. Олицетворяет змея Шешу, идеал верного друга. Сита, введённая в заблуждение ракшасом Маричей), отправляет его на поиски ушедшего в лес Рама, благодаря чему Раване удаётся её похитить. Лакшмана женат на младшей сестре Ситы Урмиле.
- Бха́рата, сын Дашаратхи от Кайкейи, единокровный брат Рамы[2]. Отвергает незаконно полученную власть и отправляется на поиски брата. Когда тот отказывается вернуться из изгнания, Бхарата ставит на трон золотые сандалии Рамы и правит как его наместник. Изображён как идеал справедливости.
- Ра́вана, ракшас, царь Ланки. Описывается в поэме как десятиглавый и двадцатирукий, причём, если отрубить его головы, они снова отрастают. От бога-создателя Брахмы он получил чудесный дар: в течение десяти тысяч лет Равану не может убить ни бог, ни демон, ни зверь — только человек. Даже боги трепещут перед его силой. Чтобы победить Равану, Вишну воплощается в облике человека — в Раме и его братьях. Равана похитищает Ситу, чтобы сделать её своей женой, и не причиняет ей насилия, так как над ним тяготеет проклятье: в случае насилия над женщиной он тут же погибнет.
- Сугрива, царь обезьян, который становится союзником Рамы[3].
- Тарака, Марича и Субаха, ракшасы, которых Рама победил в 15 лет[4].
- Вишвамитра, мудрец.
- Агастья, мудрец[5].
- Сураса и Синхика, морские чудовища, напавшие на Ханумана. Синхика его проглотила, исследователи видят в этом эпизоде символическое описание временной смерти[6].